# Olympische Winterspiele 1972/Teilnehmer (Kanada)
| Gelbes Symbol für Goldmedaillen mit stilisierten Olympischen Ringen | Graues Symbol für Silbermedaillen mit stilisierten Olympischen Ringen | Braundes Symbol für Bronzemedaillen mit stilisierten Olympischen Ringen |
| ------------------------------------------------------------------- | --------------------------------------------------------------------- | ----------------------------------------------------------------------- |
| —                                                                   | 1                                                                     | —                                                                       |

Kanada nahm an den Olympischen Winterspielen 1972 im japanischen Sapporo mit einer Delegation von 47 Athleten, 29 Männer und 18 Frauen, teil.
Seit 1924 war es die elfte Teilnahme Kanadas an Olympischen Winterspielen.

## Flaggenträger
Die Eiskunstläuferin Karen Magnussen trug die Flagge Kanadas während der Eröffnungsfeier im Makomanai-Stadion.

## Medaillen
Mit einer gewonnenen Silbermedaille belegte das kanadische Team Platz 17 im Medaillenspiegel.

### Silber
- Karen Magnussen: Eiskunstlauf, Frauen

## Teilnehmer nach Sportarten

### Ski Alpin
| Damen: - Judy Crawford Abfahrt: 27. Platz – 1:41,75 min Riesenslalom: 24. Platz – 1:35,60 min Slalom: 4. Platz – 1:33,95 min - Kathy Kreiner Abfahrt: 33. Platz – 1:43,68 min Slalom: 14. Platz – 1:40,27 min - Laurie Kreiner Abfahrt: 20. Platz – 1:41,00 min Riesenslalom: 4. Platz – 1:32,48 min Slalom: 12. Platz – 1:37,30 min - Carolyne Oughton Abfahrt: 18. Platz – 1:40,92 min Riesenslalom: 29. Platz – 1:38,29 min - Diane Pratte Riesenslalom: 15. Platz – 1:33,59 min Slalom: DNF | Herren: - Reto Barrington Abfahrt: 32. Platz – 1:58,29 min Riesenslalom: 20. Platz – 3:17,24 min Slalom: 23. Platz – 2:03,25 min - Jim Hunter Abfahrt: 20. Platz – 1:55,16 min Riesenslalom: 11. Platz – 3:12,98 min Slalom: 19. Platz – 2:01,52 min - Derek Robbins Abfahrt: 38. Platz – 2:00,38 min Riesenslalom: DSQ Slalom: DNF |

### Bob
Zweierbob:
- Andrew Faulds/Hans Gehrig (CAN I)
18. Platz – 5:08,90 min
- Michael Hartley/Bob Storey (CAN II)
14. Platz – 5:05,70 min

Viererbob:
- Peter Blakeley/Andrew Faulds/Hans Gehrig/David Richardson (CAN)
13. Platz – 4:48,06 min

### Eiskunstlauf
| Damen: - Karen Magnussen - Cathy Lee Irwin 13. Platz | Herren: - Toller Cranston 9. Platz | Paare: - Sandra Bezic/Val Bezic Paarlauf: 9. Platz - Mary Petrie/John Hubbell Paarlauf: 15. Platz |

### Eisschnelllauf
| Damen: - Sylvia Burka 500 m: DSQ 1000 m: 8. Platz – 1:32,95 min 1500 m: 21. Platz – 2:29,60 min - Gayle Gordon 1000 m: 32. Platz – 1:38,32 min 1500 m: 27. Platz – 2:31,86 min - Jennifer Jackson 1500 m: 30. Platz – 2:35,22 min - Donna McCannell 500 m: 14. Platz – 47,30 s - Cathy Priestner 500 m: 25. Platz – 45,79 s 1000 m: 29. Platz – 1:37,11 min | Herren: - Andy Barron 1500 m: 36. Platz – 2:17,71 min 5000 m: 25. Platz – 8:11,84 min - Gerry Cassan 500 m: 29. Platz – 42,87 s - John Cassidy 500 m: 30. Platz – 43,01 s - Robert Hodges 1500 m: 23. Platz – 2:12,13 min - Kevin Sirois 1500 m: 26. Platz – 2:13,99 min 5000 m: 19. Platz – 8:02,66 min 10.000 m: 14. Platz – 15:58,61 min |

### Rodeln
| Herren: - Larry Arbuthnot 25. Platz – 3:36,57 min - Doug Hansen 38. Platz – 3:42,22 min - David McComb 35. Platz – 3:40,43 min - Paul Nielsen DNF | Doppelsitzer: - Larry Arbuthnot/Doug Hansen 16. Platz – 1:32,69 min |

### Ski Nordisch

#### Langlauf
| Damen: - Roseanne Allen 5 km: 40. Platz – 19:22,70 min 3 × 5 km Staffel: 10. Platz – 53:37,82 min - Sharon Firth 5 km: 26. Platz – 18:06,28 min 10 km: 24. Platz – 36:52,49 min 3 × 5 km Staffel: 10. Platz – 53:37,82 min - Shirley Firth 5 km: 35. Platz – 18:36,07 min 3 × 5 km Staffel: 10. Platz – 53:37,82 min - Hellen Sander 5 km: 41. Platz – 19:30,01 min 10 km: 40. Platz – 40:25,11 min | Herren: - Roger Allen 15 km: 50. Platz – 50:41,31 min 4 × 10 km Staffel: 13. Platz – 2:16:56,41 h - Malcolm Hunter 15 km: 45. Platz – 49:54,08 min 30 km: 43. Platz – 1:46:51,47 h 4 × 10 km Staffel: 13. Platz – 2:16:56,41 h - Fred Kelly 15 km: 49. Platz – 50:07,22 min 4 × 10 km Staffel: 13. Platz – 2:16:56,41 h - Jarl Omholt-Jensen 15 km: 52. Platz – 50:52,14 min 30 km: 50. Platz – 1:51:14,04 h 4 × 10 km Staffel: 13. Platz – 2:16:56,41 h |

#### Skispringen
- Rick Gulyas
Normalschanze: 48. Platz – 181,3 Punkte
- Ulf Kvendbo
Normalschanze: 44. Platz – 187,8 Punkte
Großschanze: 45. Platz – 152,6 Punkte
- Zdenek Mezl
Normalschanze: 40. Platz – 192,8 Punkte
Großschanze: 17. Platz – 194,3 Punkte
- Peter Wilson
Normalschanze: 56. Platz – 149,4 Punkte
Großschanze: 39. Platz – 159,6 Punkte

## Weblink
- Kanadische Olympiamannschaft 1972 in der Datenbank von Sports-Reference (englisch; archiviert vom Original)